# Johnstone-Straße
Die Johnstone-Straße (englisch Johnstone Strait) ist eine 110 km lange Meerenge an der Nordostküste von Vancouver Island in der kanadischen Provinz British Columbia.
Im Nordwesten beginnt die Johnstone-Straße am südlichen Ende der Broughton-Straße und wird dort durch die Inseln des Broughton-Archipel nach Nordosten begrenzt. Gegenüber der Küste von Vancouver Island liegen dann von Nordwesten nach Südosten: Hanson Island, West Cracroft Island, das Festland mit Bergen der Pacific Ranges, Hardwicke Island, West Thurlow Island und East Thurlow Island. An dieser Stelle trifft die Johnstone Strait auf die Discovery Passage, welche weiter zur Georgia Strait führt.
Die Meerenge hat eine Breite zwischen 2,5 km und 5 km. Sie ist ein Hauptschifffahrtsweg an der Westküste von Nordamerika, welcher die Häfen in der Georgia Strait (insbesondere der Hafen von Vancouver) mit Prince Rupert, Alaska und dem Nordpazifik verbindet.
In den Sommermonaten beherbergt die Meeresstraße ungefähr 150 Schwertwale (Orcas), welche eine Attraktion für Kajakfahrer und Touristenboote darstellen. Wissenschaftler wie Michael Bigg und Paul Spong beobachten hier die Orcas schon seit 1970. Spong gründete das OrcaLab, welches das Ziel hat, die Schwertwale in deren natürlichem Lebensraum zu studieren, ohne diese in irgendeiner Form zu beeinträchtigen. Am nördlichen Ende der Meerenge liegt der Cormorant Channel Marine Provincial Park, sowie etwas weiter südöstlich das Robson Bight (Michael Bigg) Ecological Reserve.
Bei seiner Entdeckungsreise durch den pazifischen Nordwesten erreichte im Jahr 1792 der britische Entdecker George Vancouver, mit den Schiffen HMS Discovery und HMS Chatham, die Region. In den Gewässern vor dem heutigen Vancouver war er zuvor auf die spanischen Entdecker Dionisio Alcalá Galiano und Cayetano Valdés y Flores, mit deren Schiffen Sutil und Mexikana, getroffen. Die beiden Gruppen arbeiteten bei der Kartographierung der Gewässer zwischen dem Festland und Vancouver Island eine Zeit lang zusammen. Die Meeresstraße wurde von George Vancouver nach James Johnstone, dem Master auf dem bewaffneten Tender HMS Chatham, benannt. 1792 erkannte Vancouvers Expedition, dass Vancouver Island eine Insel war.
Es gibt keine Städte entlang der Johnstone Strait. Telegraph Cove und Robson Bight auf Vancouver Island liegen an der Küste nahe dem Nordende der Meerenge. Die Siedlung Sayward an der Kelsey Bay liegt etwa auf halber Länge der Meeresstraße. Vor der Ankunft der Europäer war die Region jedoch Heimat verschiedener Gruppen der First Nations.